# 尼柯河
尼柯河，是中国长江流域的一条河流，汇入麻尔柯河，属于大渡河水系。河长62千米，流域面积1250平方千米，年均流量19立方米每秒。自然落差1000米。水能理论蕴藏量4万千瓦。